# 藤原懷子
藤原懷子（945年（天慶八年）—975年（天延三年）），日本第63代冷泉天皇的女御，太政大臣藤原伊尹之女。她於安和元年入內，康保四年為女御，授從四位下。天延二年，進從二位。天延三年，崩，年三十一。生育花山天皇、宗子內親王、尊子內親王。花山天皇即位，追尊皇太后。

## 來源
- 【大日本史卷之七十九 列傳第六 后妃六】 （页面存档备份，存于）